# ČKD
ČKD (puno ime: Českomoravská Kolben-Daněk) je bila jedna od najvećih inženjerskih kompanija u bivšoj Čehoslovačkoj, danas u Češkoj.

## Povijest
ČKD je osnovan 1927. spajanjem dviju malih kompanija, "Českomoravská-Kolben" i "Breitfeld-Daněk".  Od 1927. do 1929. ČKD je proizvodio motocikle, koje je dizajnirao JF Koch. Za vrijeme njemačke okupacije Čehoslovačke, u vrijeme 2. svjetskog rata, kompanija je preimenovana u "BMM" (Böhmisch-Mährische Maschinenfabrik AG) te je proizvodila naoružanje za Wehrmacht, nacističku vojsku. Najpoznatiji kompanijini proizvodi iz ovog vremena su tenk Panzer 38 i Jagdpanzer 38 (kasnije poznat pod nazivom Hetzer), koji je imao šasiju od Panzera 38.
Poslije rata, ČKD je nacionaliziran, te je postao jedan od najpoznatijih proizvođača tramvaja. Oni su bili proizvedeni u podružnici tvrtke, u "ČKD Tatri". "ČKD Tatra" je bila osnovana 1963., a proizvodila je metro automobile i dizelske lokomotive. Ti proizvodi su bili izvezeni u druge socijalističke države. Jedan takav primjer iz T-serije čeških lokomotiva izvezen je i u SSSR, gdje je nosio naziv "ЧМЭ". U to vrijeme u ČKD-u je bilo zaposleno oko 50.000 ljudi. Nakon 1989., kada u svijetu dolazi do gospodarskih i političkih promjena, tvrtka ČKD je izgubila puno kupaca u srednjoj i istočnoj Europi, ponajviše u državama bivšeg SSSR-a. 
Godine 1994. ČKD je privatizirala češka vlada i transformirala u holding tvrtku. No, novi sustav upravljanja tvrtkom je bio neuspješan, te je 1998. ČKD holding bio blizu bankrota. Neke tvrtke u holdingu su otišle u stečaj, druge su ponovno postale državnim vlasništvom zbog dugova državnoj banci IPB. Neke tvrtke su prodane novim vlasnicima. Tako je 2001. "ČKD Dopravní Systémy" (poznat i kao ČKD Tatra ili samo Tatra) prodan češkoj podružnici Siemensa. Ostatak ČKD holdinga je 2004. prodan češkoj tvrtki 11 Fite.

## Vanjske poveznice
- Grupacija ČKD  Arhivirana inačica izvorne stranice od 22. svibnja 2010. (Wayback Machine) (češ.) & (engl.)